# 3-idrossi-4-ossochinolina 2,4-diossigenasi
La 3-idrossi-4-ossochinolina 2,4-diossigenasi è un enzima appartenente alla classe delle ossidoreduttasi, che catalizza la seguente reazione:
3-idrossi-1H-chinolin-4-one + O2 ⇄ N-formilantranilato+ CO
L'enzima non contiene un centro metallico od un cofattore organico; catalizza la fissione di due legami C-C: un taglio 2,4-diossigenolitico con concomitante rilascio di monossido di carbonio. L'enzima che proviene da Pseudomonas putida è altamente specifico per questo substrato.